# Geobacteraceae
Die Geobacteraceae sind taxonomisch eine Familie prokaryotischer Mikroorganismen, die zur Domäne der Lebewesen Bacteria gehören.

## Vorkommen
Geobacteraceae sind anaerob und werden hauptsächlich im Boden, in unterirdischen Habitaten sowie Süß- und Salzwassersedimenten angetroffen.
Den Geobacteraceae werden auch hitze- bzw. kälteliebende Arten zugeordnet: Geothermobacter ehrlichii stammt von einer Hydrothermalquelle und kann noch bei 65 °C wachsen, Geopsychrobacter electrodiphilus stammt aus Meeressediment und kann bei 4 °C immer noch wachsen.

## Systematik
Die Aufstellung der Geobacteraceae erfolgte auf der Grundlage von genetischen Vergleichen, vor allem der 16S-rRNA-Gene und anderer Gene (nifD, recA, gyrB, rpoB und fusA), die konservierten Genfamilien angehören und sich für einen solchen Vergleich eignen.
Die Geobacteraceae  gehören nach allgemein anerkannter Einteilung innerhalb der Bakterien zu den Proteobacteria, dort in die δ-Gruppe (Klasse Deltaproteobacteria) und in die Ordnung Desulfuromonadales. Dabei ist anzumerken, dass die Taxa oberhalb der Klasse, die Domäne Bacteria und das Phylum Proteobacteria, nach dem Regelwerk („Bakteriologischer Code“) der zuständigen internationalen Institutionen (IUMS und ICSP) keine offiziellen Taxa darstellen, während die Klasse (Proteobacteria), die Ordnung (Desulfuromonadales) und die Familie (Geobacteraceae) sowie Gattungen und Arten offizielle Taxa sind. Die aktuelle Zuordnung ist in der „Liste der prokaryotischen Namen mit ihrem Stand in der Nomenklatur“ (LPSN) einsehbar.
Die Ordnung Desulfuromonadales hat zwei Familien, die hier behandelten Geobacteraceae und die Desulfuromonadaceae.
Nomenklatur der Familie Geobacteraceae
Zur Aufstellung der Familie Geobacteraceae gibt es zwei wirksame Veröffentlichungen, eine innerhalb und die andere außerhalb des IJSEM (International Journal of Systematic and Evolutionary Microbiology), die beide als gültig anerkannt worden sind:
- Holmes et al. (2004) – Direkt gültige Publikation zur neuen Familie innerhalb Geobacteraceae des entsprechenden Journals.[1]
- Garry et al. (2005) – Effektive Publikation zur Familie Geobacteraceae.[6]
- IUMS (2006) – Validierungsliste 107, unter anderem Gültigkeit des „neuen“ Namens Geobacteraceae Garry et al. 2006.[7]

Die als erstes anerkannte Autorenschaft hat Vorrang, daher heißt die Familie Geobacteraceae Holmes et al. 2004. Die Typgattung der Familie ist Geobacter Lovley et al. 1995.
Gattungen und Arten
Die Geobacteraceae enthalten 24 Arten in fünf Gattungen (Abruf 2019-02). Die Typgattung der Familie Geobacteraceae ist Geobacter Lovley et al. 1995 und zwar sowohl, wenn die zu bevorzugende (da früher erfolgte) Autorenschaft Geobacteraceae Holmes et al. 2004, angegeben wird, als auch bei der Alternative (spätere Autorenschaft Geobacteraceae Garrity et al. 2006).
Die Gattung Geobacter hat die Typart Geobacter metallireducens Lovley et al. 1995 und 18 weitere Arten.
Eine weitere Gattung (Geoalkalibacter Zavarzina et al. 2007) hat zwei Arten (Typart Geoalkalibacter ferrihydriticus Zavarzina et al. 2007) und drei weitere Gattungen (Geopsychrobacter Holmes et al. 2005; Geothermobacter Kashefi et al. 2005; Trichlorobacter De Wever et al. 2001) haben jeweils eine Art (Geopsychrobacter electrodiphilus Holmes et al. 2005; Geothermobacter ehrlichii Kashefi et al. 2005; Trichlorobacter thiogenes De Wever et al. 2001).

## Physiologie
Die Eigenschaften, die ein Lebewesen aufweist, hängen mit der phylogenetischen Abstammungsverhältnissen zusammen, sind aber nicht deckungsgleich. Für die Familie Geobacteraceae lässt sich sagen, dass sie anaerobe Bewohner, vorzugsweise unterirdischer Lebensräume sind, in denen sie Mineralien, wie Eisen- und Schwefelverbindungen dissimilatorisch reduzieren können. Diese Eigenschaften teilen sie mit vielen ihrer Verwandten (siehe Desulfuromonadales und Deltaproteobacteria).
Weiterhin können mehrere Geobacteraceae „mikrobielle Nanodrähte“ bilden und Syntrophien eingehen; diese Eigenschaften sind auch in anderen Gruppen entwickelt worden (siehe mikrobielle Nanodrähte und Syntrophien). Im Folgenden werden sie für die Geobacteraceae dargestellt.
Es gibt unter den Geobacteraceae Syntrophien, d. h., die Stoffwechselprodukte der einen Art sind die Nahrung einer anderen Art. Einige Arten haben einen besonders effektiven Mechanismus der Syntrophie entwickelt, den direkten Elektronentransport, der zuerst zwischen Geobacter metallireducens und Geobacter sulfurreducens beschrieben wurde. Für diesen direkten Elektronentransport zwischen Arten (DIET, direct interspecies electron transfer) wachsen spezielle, fadenförmige Strukturen aus den Zellen, die mikrobiellen Nanodrähte oder elektrisch konduktiven Pili (E-Pili, Einzahl E-Pilus). Es gibt verschiedene Vorstellungen und tatsächliche Wege, wie die Syntrophien durch DIET (also durch den direkten Elektronentransport zwischen verschiedenen Arten) bei anaeroben, prokaryotischen Mikroorganismen funktionieren.
Ueki et al. (2018) haben diese Vorstellungen zusammen getragen, um sie für das bereits genannte Paar, Geobacter metallireducens und Geobacter sulfurreducens, zu prüfen:
- a) Beide Spezies besitzen E-Pili und Pili-assoziierte Multi-Häm-Cytochrome (Summers et al. 2010[11]) oder verwenden Pili-assoziiertes Magnetit (Liu et al. 2015[12]).
- b) Es befinden sich Ketten von Magnetit-Partikeln zwischen den Zellen (Kato et al. 2012[13]).
- c) Es findet ein Cytochrom-zu-Cytochrom-Transfer statt (McGlynn et al. 2015[14]).
- d) Leitfähiges Material dient als Verbindung für DIET (Liu et al. 2012[15]).
- e) Der elektronenspendende Partner stellt mit seinen E-Pili eine Verbindung zum elektronenakzeptierenden Partner her, der keine E-Pili aufweist (Rotaru et al. 2014[16][17]).

Ueki et al. haben für ihre Untersuchungen Mutanten verwendet, die strukturell normale E-Pili ausbilden, allerdings mit der Einschränkung, dass diese weniger leitfähig sind, als die Wildtyp-E-Pili. Es kam heraus, dass für das untersuchte Paar (G. metallireducens und G. sulfurreducens) Magnetit bzw. Cytochrome allein (ohne E-Pili) nicht ausreichen; es reicht nicht, dass nur der elektronenakzeptierende Partner E-Pili hat; es reicht aber für das Funktionieren des DIET schon aus, dass der Elektronendonator-Partner E-Pili hat (G. metallireducens), während der Elektronenakzeptor-Partner (G. sulfurreducens) diese nicht braucht [entspricht e)].

### Syntrophie mit Methanbildnern

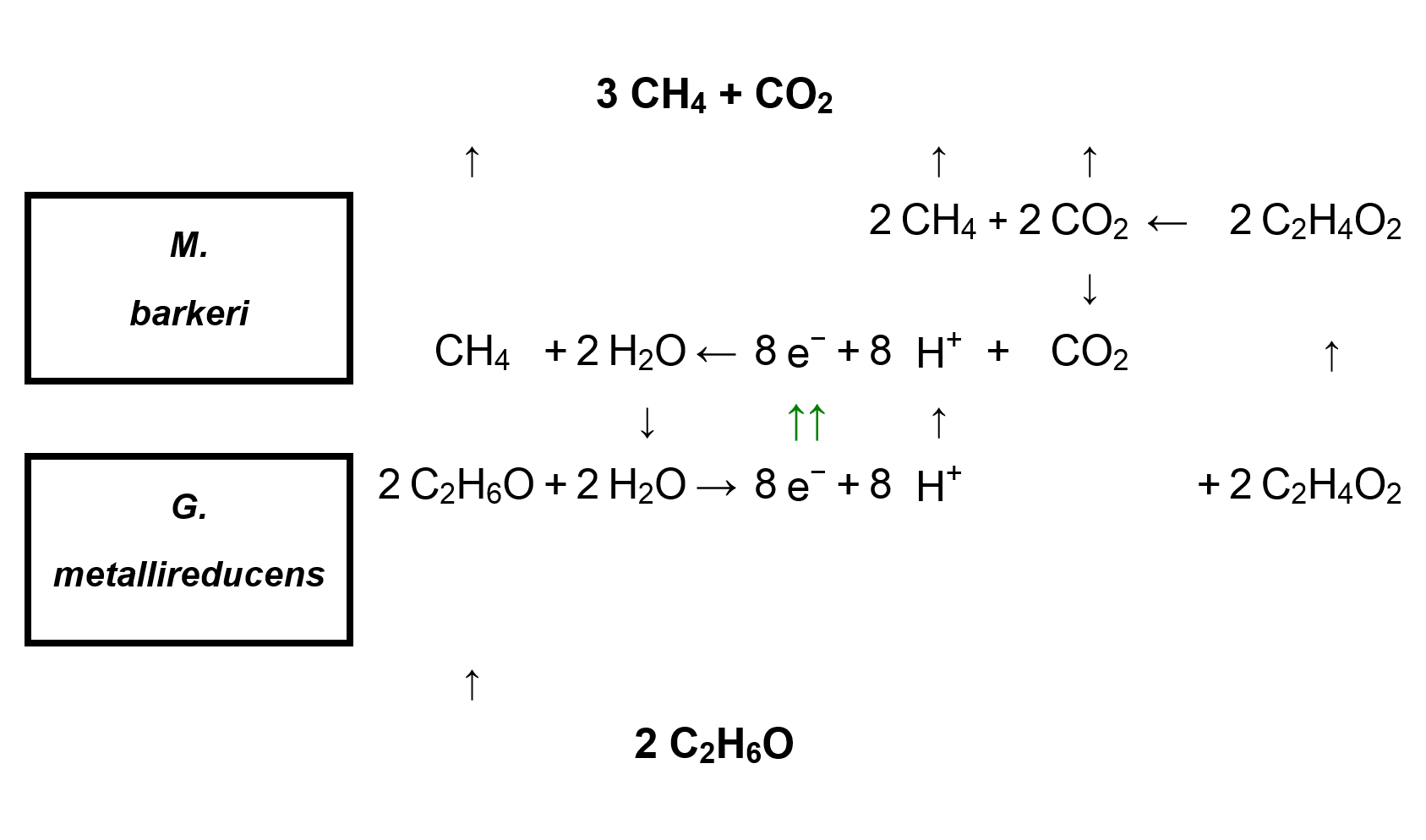
Schematische Darstellung der stöchiometrischen Verhältnisse bei der Umwandlung von Ethanol (C_{2}H_{6}O) zu Methan (CH_{4}) und Kohlendioxid (CO_{2}) durch Geobacter metallireducens und Methanosarcina barkeri. Die horizontalen Pfeile (→ und ←) zeigen die Richtung chemischer Reaktionen. Die einfachen vertikalen Pfeile (↑ und ↓) stellen Diffusion dar (zum Ort niedrigerer Konzentration) und der Doppelpfeil (↑↑) ist der direkte Elektronentransfer zwischen den Arten (DIET, direct interspecies electron transfer).

Interessant sind auch die Syntrophien zwischen den Geobacteraceae und den Methanbildnern (die zur Domäne der Lebewesen Archaea gehören). Die Menge des gebildeten Methans durch Methanbildner wird durch die Anwesenheit von „Geobacteraceen“ und die Verfügbarkeit von Eisen(III)-Verbindungen beeinflusst.
Eine gut untersuchte Beziehung ist die zwischen Geobacter metallireducens und Methanosarcina barkeri. Der eine Partner (G. metallireducens) produziert eine Substanz, z. B. Essigsäure aus Ethanol, die der andere Partner (Methanosarcina barkeri) verbraucht. Die Oxidation des Ethanols zu Essigsäure durch G. metallireducens kann nur funktionieren, wenn ein geeigneter Elektronenakzeptor reduziert wird. G. metallireducens stellt aus Ethanol und Wasser Essigsäure und Protonen, sowie Elektronen für den direkten Elektronentransfer bereit (2 C2H6O + 2 H2O → 2 C2H4O2 + 8 H+ + 8 e−) und M. barkeri macht aus der Essigsäure Methan und Kohlendioxid (2 C2H4O2 → 2 CH4 + 2 CO2). Da die Elektronen dem direkten Elektronentransfer zwischen den Arten (DIET) zur Verfügung stehen, kann M. barkeri mit Protonen und den Elektronen und einem Teil des Kohlendioxids zusätzliches Methan herstellen (8 H+ + 8 e− + CO2 → CH4 + 2 H2O). Am Ende stellen G. metallireducens und M. barkeri gemeinsam aus Ethanol Methan und Kohlendioxid her (2 C2H6O → 3 CH4 + CO2), wobei keiner der beiden Partner ohne den anderen mit Ethanol allein etwas anfangen kann.

## Ökologie und Bedeutung
In den anaeroben Lebensräumen, in denen Geobacteraceae bevorzugt vorkommen, können sie als Eisen(III)-Reduzierer oft durch eine erhöhte Eisen(III)-Verfügbarkeit (z. B. Eisen(III)-oxid) gefördert werden. Andererseits sind sie durch ihre Fähigkeit zur Syntrophie in der Lage, die Oxidation von organischen Substanzen umzusetzen, indem sie ihrem Partner die Reduktion des terminalen Elektronenakzeptors überlassen (z. B.). Ihre speziellen Fähigkeiten machen sie z. B. für die Bodenbeschaffenheit und Wasserqualität (Abbau organischer Stoffe), die Schadstoffumwandlung (Redoxreaktionen mit Chlorverbindungen und Schwermetallen) und die Energiegewinnung durch Methanproduktion (Syntrophie mit methanogenen Archaeen, siehe oben) und Elektrizität (direkte Übertragung von Elektronen) interessant. Auch Kombinationen sind denkbar, beispielsweise zur Methan- oder Elektrizitätsgewinnung durch den Abbau von Abfallstoffen. Bei praktischen Anwendungen sind die passenden Konzentrationen fördernder oder hemmender Stoffe, bzw. die passende Temperaturen oft entscheidende Größen. Die folgende Aufstellung enthält einige anwendungsorientierte Untersuchungen zu den Geobacteraceae.
Gemeinschaft mit Methanogenen
- Chen et al. (2014) – Die Förderung des Elektronentransfers zwischen den Spezies (DIET) mit Pflanzenkohle.[25]

- Zheng et al. (2015) – Das Co-Vorkommen von Methanosarcina mazei und Geobacteraceae in einer Eisen(III)-reduzierenden Anreicherungskultur.[26]
- Zhao et al. (2015) – Das Potenzial des direkten Interspezies-Elektronentransfer (DIET) in einem elektrischen, anaeroben System zur Steigerung der Methanproduktion aus der Schlammfaulung.[22]
- Zhang et al. (2017) – Die Verstärkung der Methanogenese durch direkten Interspezies-Elektronentransfer (DIET) zwischen Geobacteraceae und Methanosaetaceae durch granuläre Aktivkohle.[23]

Schadstoffumwandlung
- Holmes et al. (2002) – Die Anreicherung von Mitgliedern der Familie Geobacteraceae steht im Zusammenhang mit der Stimulierung der dissimilatorischen Metallreduktion in mit Uran kontaminierten Ablagerungen im Wasserleiter.[27]

- Cummings et al. (2003) – Die Diversität von Geobacteraceae-Arten, die in metallverschmutzten Süßwassersedimenten leben, wurde durch 16S-rDNA-Analysen ermittelt.[28]
- Lin et al. (2005) – Die Zusammensetzung der Geobacteraceae-Gemeinschaft hing mit der Hydrochemie und dem biologischen Abbau in einem eisenreduzierenden Aquifer zusammen, das durch eine benachbarte Deponie verschmutzt war.[29]
- O’Neil et al. (2008) – Gentranskriptanalyse zur assimilatorischen Eisenbegrenzung in Geobacteraceae während der Grundwasseraufbereitung.[30]
- Botton et al. (2007) – Die Dominanz von Geobacteraceae in Anreicherungen von Mikroben aus einem eisenreduzierenden Wasserleiter, die BTX (Benzol, Toluol, Xylol) abbauen.[31]
- Praveckova et al. (2016) – Ein indirekter Beweis verknüpft die Dehalogenierung von PCB (von polychlorierten Biphenylen) in anaeroben sedimentfreien Mikrokosmen mit den Geobacteraceae.[32]
- Bravo et al. (2018) – Die Geobacteraceae sind wichtige Mitglieder von quecksilbermethylierenden mikrobiellen Gemeinschaften in Sedimenten, die von Abwasser betroffen sind.[33]

Gewinnung elektrischer Energie
- Holmes et al. (2004) – Eine mögliche Rolle eines neuartigen psychrotoleranten Mitglieds der Familie Geobacteraceae, Geopsychrobacter electrodiphilus gen. nov., sp. nov., bei der Stromerzeugung durch eine Brennstoffzelle für marines Sediment.[24]
- Holmes et al. (2005) – Das Potenzial der Quantifizierung der Expression des Geobacteraceae-Citrat-Synthase-Gens zur Bestimmung der Aktivität von Geobacteraceae im Untergrund und an Elektroden zur Stromgewinnung.[34]
- Li et al. (2018) – Die verbesserte Redox-Leitfähigkeit und angereicherte Geobacteraceae in exoelektrogenen Biofilmen als Reaktion auf ein statisches Magnetfeld.[35]

## Datenbanken
- LPSN, List of Prokaryotic names with Standing in Nomenclature, Stichwort Geobacteraceae – https://www.bacterio.net/family/geobacteraceae
- NCBI, National Center for Biotechnology Information, Taxonomy Browser, Stichwort Geobacteraceae – https://www.ncbi.nlm.nih.gov/Taxonomy/Browser/wwwtax.cgi?id=213422